# Paul Simon
Paul Frederic Simon, född 13 oktober 1941 i Newark i New Jersey, är en amerikansk sångare, gitarrist, textförfattare, kompositör och skådespelare. 
Tillsammans med Art Garfunkel var Simon medlem av och låtskrivare i duon Simon and Garfunkel 1964–1970 och vid senare återföreningar 1981–1983, 1991, 2003–2004 och 2009. De båda samarbetade redan 1957 under namnet Tom & Jerry, bland annat på singeln Hey, Schoolgirl. Efter 1970 har Simon huvudsakligen arbetat som soloartist.
Paul Simon invaldes i Rock and Roll Hall of Fame år 2001.
2012 tilldelades Paul Simon Polarpriset.

## Biografi

### Uppväxt

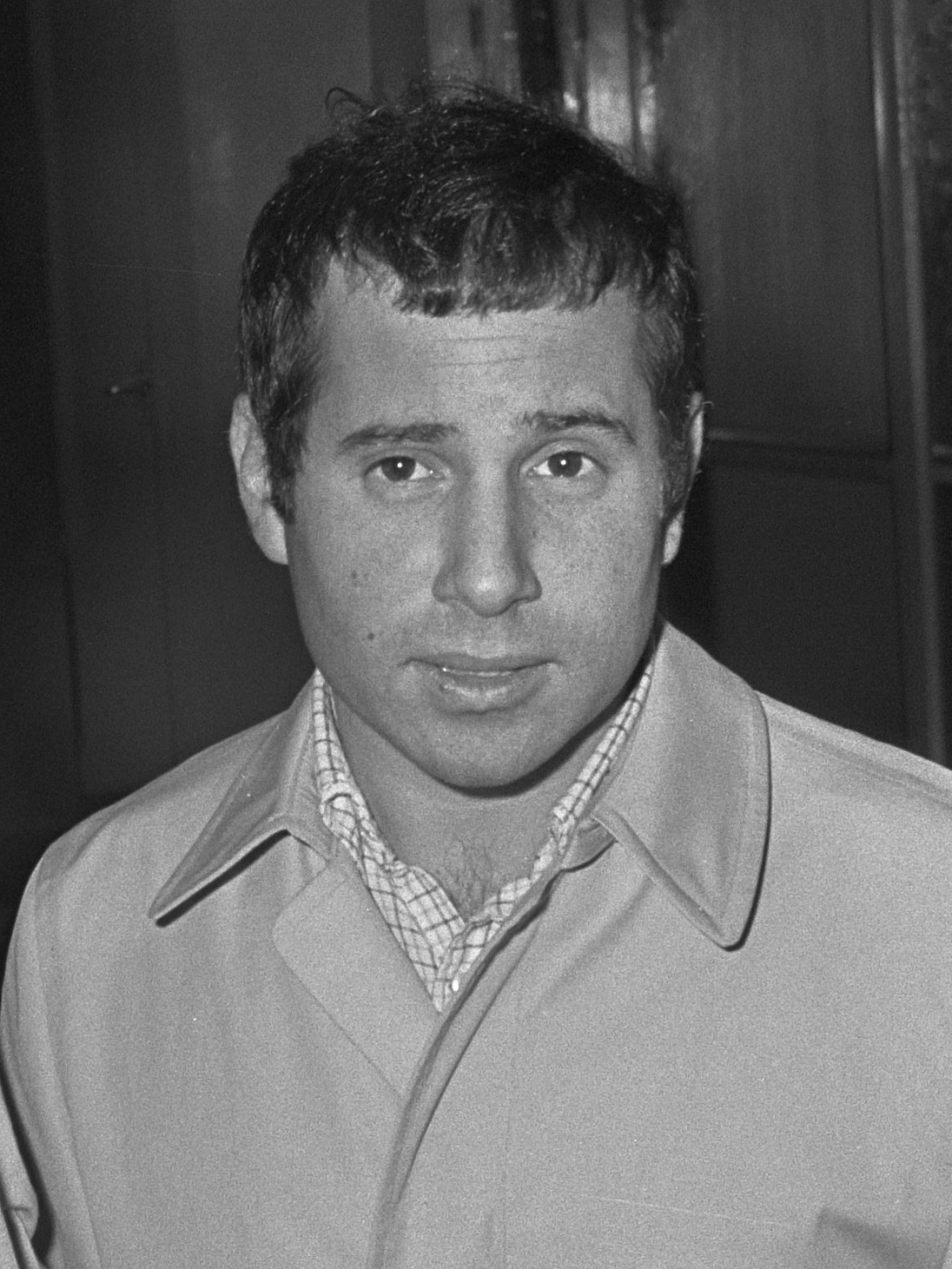
Paul Simon 1966

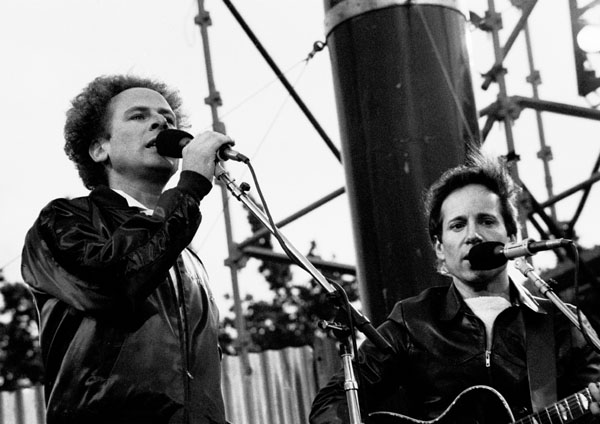
Art Garfunkel, vänster, med Paul Simon på en konsert i Dublin som Simon & Garfunkel 1981

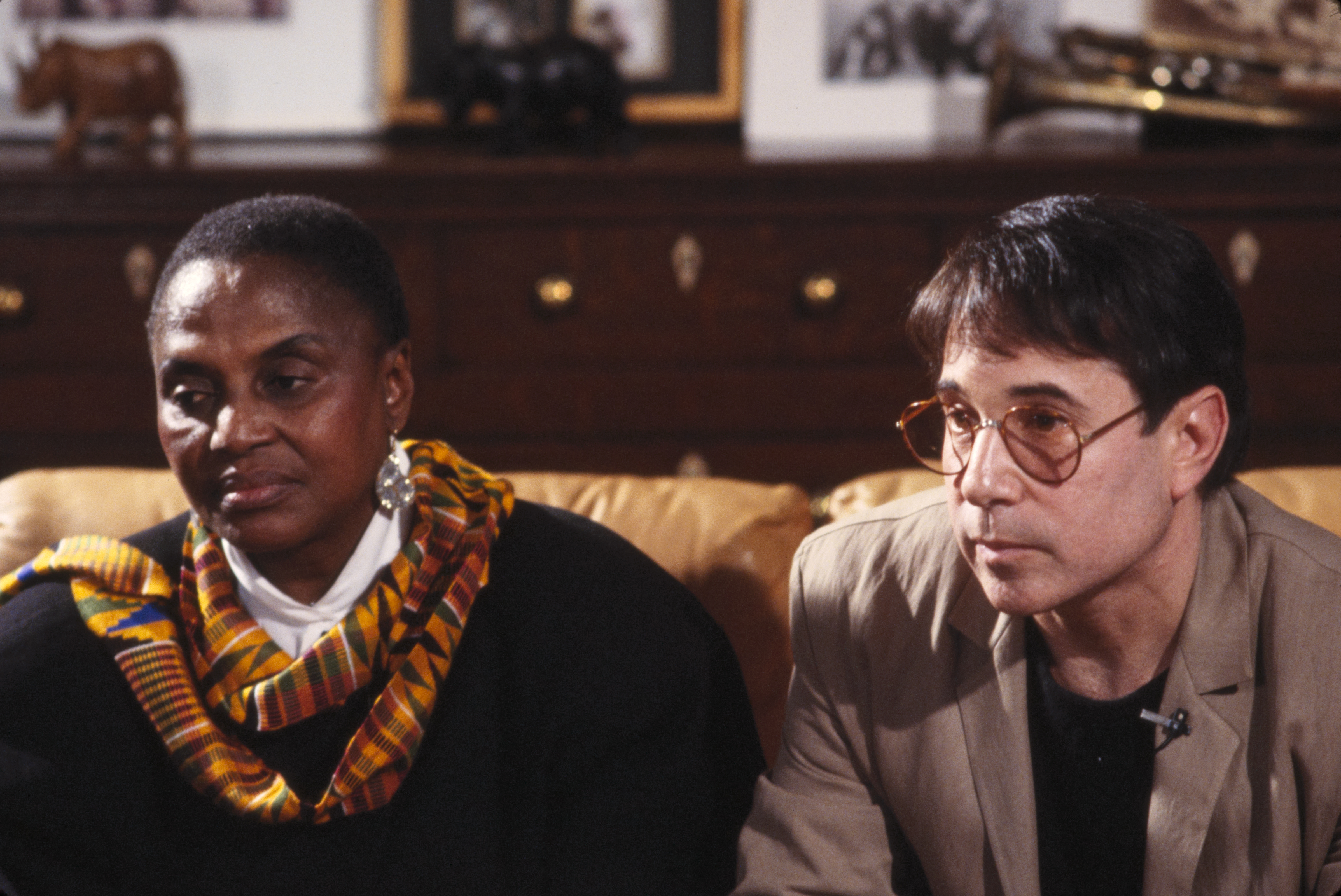
Miriam Makeba och Paul Simon 1986

Strax efter Paul Simon föddes flyttade hans familj till New York-förorten Flushing i Queens. De bodde i ett medelklassområde bara tre kvarter från där Art Garfunkels familj levde. Simons mamma Belle var lärare och pappa Louis var basist i olika orkestrar. Familjen var judisk och härstammade från Ungern.
När Simon var nio år hörde han Art Garfunkel sjunga "They Tried To Tell Us We're Too Young" i skolan.
Som femtonåring hade Paul Simon två stora intressen: baseboll och rock'n'roll. Han var särskilt fascinerad av Elvis Presley och tonårsdrömmen var att bli en ny Elvis. Andra musikaliska favoriter hos den unge Simon var doo-wop-grupper som The Penguins (speciellt deras sång "Earth Angel"), The Moonglows och The Orioles.

### One-Trick Pony
Under slutet av 1970-talet arbetade Simon med att skriva manus och musik till filmen One-Trick Pony, vilken hade premiär 1980.

### The Capeman
Simon påbörjade arbetet med musikalen The Capeman redan under senare delen av 1980-talet. Arbetet låg dock nere några år medan Simon spelade in albumet The Rhythm of the Saints.
The Capeman är baserad på en verklig händelse som inträffade 1959 då Salvador Agron (som var av puertoricansk härkomst) mördade två vita tonåringar i New York. Agron flydde från platsen iklädd en cape och lyckades hålla sig gömd för polisen under några dagar innan han till slut greps och sedermera dömdes till långvarigt fängelsestraff.
Trots att Simon samarbetade med poeten och nobelpristagaren Derek Walcott blev musikalen en av de största flopparna på Broadway någonsin. Musikalen lades ner efter bara 68 föreställningar (+ 59 förhandsvisningar innan premiären) den 28 mars 1998. Simon och övriga investerare förlorade sammanlagd 11 miljoner dollar.
Huvudrollerna spelades av Rubén Blades (som den äldre Salvador Agron), Marc Anthony (som den yngre Agron) och Ednita Nazario som Agrons mamma.
Paul Simons egna versioner av tretton sånger från musikalen gavs ut på Songs From the Capeman. Hela musikalen finns även inspelad i studio av de som framförde den på Broadway, men denna har av någon okänd anledning ännu inte givits ut officiellt på CD, däremot finns den sedan 2006 att ladda ner från Itunes.

### Surprise
Efter sex års tystnad återkom Simon 2006 med ett nytt album betitlat Surprise som var samproducerat med Brian Eno.

### Gershwin Prize for Popular Song
23 maj 2007 blev Simon den förste mottagaren av The Library of Congress Gershwin Prize for Popular Song, ett pris som är tänkt att delas ut årligen för att hedra de legendariska bröderna och låtskrivarna George och Ira Gershwin. Motiveringen löd: "Få låtskrivare har haft större inflytande eller bidragit mer till sång-genren än Paul Simon. På grund av hans musiks bredd, variation och oförfalskade skönhet, såväl som dess förmåga att överbrygga människor och kulturer, passar han perfekt för att vara den förste som tilldelas detta prestigefyllda pris". Vid prisceremonin i Washington uppträdde bland andra Yolanda Adams, Marc Anthony, The Dixie Hummingbirds, Jerry Douglas, Art Garfunkel, Philip Glass, Alison Krauss, Ladysmith Black Mambazo, Lyle Lovett, Stephen Marley, James Taylor och Buckwheat Zydeco för att hylla Simon.

### So Beautiful or So What
Nästa album gavs ut 12 april 2011 och är medproducerat av Phil Ramone, en producent som Simon arbetade tillsammans med redan på albumet There Goes Rhymin' Simon 1973. Under mars 2010 spelade Doyle Lawson och hans bluegrassgrupp Quicksilver in några låtar i studio med Simon. Mp3-singeln "Getting Ready For Christmas Day" gavs ut 12 november 2010.
Roy Halee, producenten som arbetade med samtliga fem studioalbum för Simon and Garfunkel, har i en intervju hösten 2014 sagt att han arbetar tillsammans med Simon på ett nytt album. Enligt tidningen Rolling Stone magazine kommer Paul Simon ut med ett nytt album, Stranger to Stranger, 29 april 2016. Paul Simon, som för övrigt fyller 75 under året, kommer även att göra en USA-turné under försommaren.

## Privatliv
Simon var i början av 1970-talet gift med Peggy Harper, och har sonen Harper Simon (född 1972) tillsammans med henne. 16 augusti 1983 gifte sig Simon med skådespelaren Carrie Fisher, de var dock endast gifta i några månader och skilde sig 1984. Han är sedan 30 maj 1992 gift med sångerskan Edie Brickell. De har tre barn tillsammans: Adrian, Lulu och Gabriel.
Paul Simon meddelade i februari 2018 att han kommer att sluta turnera. Under 2018 genomförde han den sista turnén, som avslutades med en konsert i stadsdelen där han växte upp, Queens i New York, den 22 september.

## Diskografi

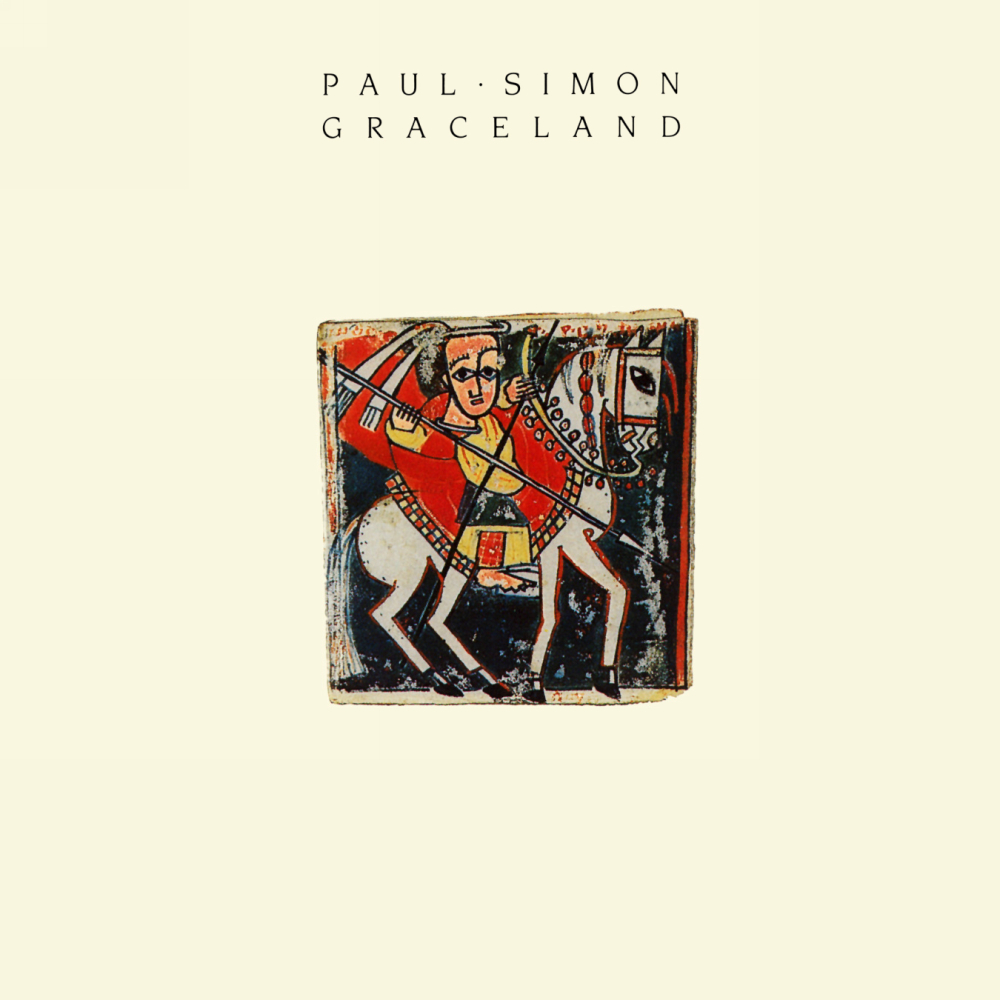
Omslaget till Paul Simons album Graceland (1986).

### Album
- 1965 – The Paul Simon Song Book
- 1972 – Paul Simon
- 1973 – There Goes Rhymin' Simon
- 1974 – Paul Simon in Concert/Live Rhymin' (live)
- 1975 – Still Crazy After All These Years
- 1977 – Greatest Hits, Etc. (samlingsskiva)
- 1980 – One-Trick Pony (soundtrack)
- 1983 – Hearts and Bones
- 1986 – Graceland
- 1988 – Negotiations and Love Songs (samlingsalbum 1972–1986)
- 1990 – The Rhythm of the Saints
- 1991 – Concert in the Park (2-CD)
- 1993 – 1964/1993 (3-CD box)
- 1997 – Songs from The Capeman
- 2000 – You're the One
- 2002 – The Paul Simon Collection (samlingsalbum 1972–2002)
- 2006 – Surprise
- 2006 – Paul Simon aka Jerry Landis, volume 1 (samtliga inspelningar maj 1959 – februari 1964, volym 1)
- 2006 – Paul Simon aka Jerry Landis, volume 2 (samtliga inspelningar maj 1959 – februari 1964, volym 2)
- 2006 – Paul Simon aka Jerry Landis, volume 3 (samtliga inspelningar maj 1959 – februari 1964, volym 3)
- 2007 – The Essential Paul Simon (samlingsalbum 1972–2006 + DVD)
- 2011 – So Beautiful or So What
- 2011 – Songwriter (2-CD samlingsalbum 1972–2011)
- 2012 – Live in New York City (live, 2-CD/DVD/Blu-ray)
- 2016 – Stranger to Stranger
- 2018 – In the Blue Light (nyinspelningar av lite mer okända tidigare utgivna låtar)
- 2023 – Seven Psalms

### Singlar
| År   | Namn                                                                                 | Listplacering               | Listplacering  | Tagen från albumet                                             |
| ---- | ------------------------------------------------------------------------------------ | --------------------------- | -------------- | -------------------------------------------------------------- |
| År   | Namn                                                                                 | Amerikanska Billboardlistan | Englandslistan | Tagen från albumet                                             |
| 1958 | True or False/Teenage Fool [a]                                                       | -                           | -              | -                                                              |
| 1959 | Anna Belle/Loneliness [b]                                                            | -                           | -              | -                                                              |
| 1959 | Don’t Take the Stars/So Tenderly [c]                                                 | -                           | -              | -                                                              |
| 1960 | Just A Boy/Shy [b]                                                                   | -                           | -              | -                                                              |
| 1960 | Just A Boy/I'd Like To Be [b]                                                        | -                           | -              | -                                                              |
| 1960 | All Through The Night/To Think Of You Again [c]                                      | -                           | -              | -                                                              |
| 1961 | I'm Lonely/I Wish I Weren't In Love [b]                                              | -                           | -              | -                                                              |
| 1961 | Play Me A Sad Song/It Means A Lot To Them [b]                                        | -                           | -              | -                                                              |
| 1961 | Motorcycle/I Don't Believe Them [d]                                                  | #99                         | -              | -                                                              |
| 1962 | Wildflower/Express Train [d]                                                         | -                           | -              | -                                                              |
| 1962 | Cry, Little Boy, Cry/Get Up And Do The Wobble [d]                                    | -                           | -              | -                                                              |
| 1962 | The Lone Teen Ranger/Lisa [e]                                                        | #97                         | -              | -                                                              |
| 1962 | Cards of Love/Noise [d]                                                              | -                           | -              | -                                                              |
| 1962 | Tick Tock/Please Don't Tell Her [f]                                                  | -                           | -              | -                                                              |
| 1963 | Carlos Dominguez/He Was My Brother [g]                                               | -                           | -              | -                                                              |
| 1964 | He Was My Brother/Carlos Dominguez [b] [l]                                           | -                           | -              | -                                                              |
| 1965 | I Am A Rock/Leaves That Are Green [h]                                                | -                           | -              | The Paul Simon Song Book                                       |
| 1972 | Mother And Child Reunion/Paranoia Blues                                              | #4                          | #5             | Paul Simon                                                     |
| 1972 | Me and Julio Down By the Schoolyard/Congratulations                                  | #22                         | #15            | Paul Simon                                                     |
| 1972 | Duncan/Run That Body Down                                                            | #58                         | -              | Paul Simon                                                     |
| 1973 | Kodachrome/Tenderness                                                                | #2                          | -              | There Goes Rhymin' Simon                                       |
| 1973 | Loves Me Like A Rock/Learn How To Fall [i]                                           | #2                          | #39            | There Goes Rhymin' Simon                                       |
| 1973 | American Tune/One Man's Ceiling Is Another Man's Floor                               | #35                         | -              | There Goes Rhymin' Simon                                       |
| 1973 | Take Me To The Mardi Gras/Something So Right                                         | -                           | #7             | There Goes Rhymin' Simon                                       |
| 1974 | The Sound of Silence/Mother And Child Reunion                                        | -                           | -              | Paul Simon in Concert/Live Rhymin'                             |
| 1975 | Gone At Last/Tenderness [j]                                                          | #23                         | -              | Still Crazy After All These Years and There Goes Rhymin' Simon |
| 1975 | Fifty Ways To Leave Your Lover/Some Folks' Lives Roll Easy                           | #1                          | #23            | Still Crazy After All These Years                              |
| 1976 | Still Crazy After All These Years/I Do It For Your Love                              | #40                         | -              | Still Crazy After All These Years                              |
| 1977 | Slip Slidin' Away/Something So Right [k]                                             | #5                          | #36            | Greatest Hits, Etc.                                            |
| 1977 | Stranded In A Limousine/Have A Good Time [l]                                         | -                           | -              | Greatest Hits, Etc.                                            |
| 1980 | Late In The Evening/How The Heart Approaches What It Yearns                          | #6                          | #58            | One-Trick Pony (soundtrack)                                    |
| 1980 | One Trick Pony/Long, Long Day                                                        | #40                         | -              | One-Trick Pony (soundtrack)                                    |
| 1981 | Oh, Marion/God Bless The Absentee                                                    | -                           | -              | One-Trick Pony (soundtrack)                                    |
| 1983 | Allergies/Think Too Much (b)                                                         | #44                         | -              | Hearts and Bones                                               |
| 1984 | Think Too Much (a)/Song About The Moon                                               | -                           | -              | Hearts and Bones                                               |
| 1986 | You Can Call Me Al/Gumboots                                                          | #23                         | #4             | Graceland                                                      |
| 1986 | Graceland/Hearts And Bones                                                           | #81                         | -              | Graceland (A-sidan); Hearts and Bones (B-sidan)                |
| 1986 | The Boy In The Bubble/Crazy Love, Vol. II                                            | #33                         | #26            | Graceland                                                      |
| 1987 | Diamonds On The Soles Of Her Shoes/All Around The World, Or The Myth Of Fingerprints | -                           | #77            | Graceland                                                      |
| 1990 | The Obvious Child                                                                    | #92                         | #15            | The Rhythm of the Saints                                       |
| 2006 | Father And Daughter                                                                  | -                           | #31            | Surprise                                                       |
| 2010 | Getting Ready For Christmas Day [m]                                                  | -                           | -              | So Beautiful or So What                                        |
| 2011 | The Afterlife                                                                        | -                           | -              | So Beautiful or So What                                        |

[a] under namnet True Taylor
[b] under namnet Jerry Landis
[c] utgiven på skivbolaget Laurie Records. Simon var extra medlem i gruppen The Mystics
[d] under gruppnamnet Tico & The Triumphs (tillsammans med Mickey Borack, Marty Cooper, Gail Lynn and Howie Beck)
[e] under namnet Jerry Landis
[f] bakgrundssång bara till sångaren Ritchie Cordell
[g] under namnet Paul Kane
[h] bara utgiven i England
[i] tillsammans med The Dixie Hummingbirds
[j] duett med Phoebe Snow på A-sidan
[k] tillsammans med The Oak Ridge Boys på A-sidan
[l] bara utgiven i England
[m] Mp3-singel

## Filmografi
- Annie Hall (1977)
- The Rutles: All You Need Is Cash (TV) (1978)
- One-Trick Pony (1980)
- Mother Goose Rock 'n' Rhyme (1990)